# 남자는 괴로워 18
남자는 괴로워 18(男はつらいよ 寅次郞純情詩集: Tora's Pure Love)은 일본에서 제작된 야마다 요지 감독의 1976년 코미디 영화이다. 아츠미 키요시 등이 주연으로 출연하였다.

## 출연

### 주연
- 아츠미 키요시
- 바이쇼 치에코

### 조연
- 쿄 마치코
- 단 후미
- 요시다 요시오
- 우라베 쿠메코
- 마에다 긴
- 시모조 마사미
- 미사키 치에코
- 다자이 히사오
- 류 치슈